# Pleine-Selve (Gironde)
Pleine-Selve egy francia település Gironde megyében az Aquitania régióban. Lakosainak száma 220 fő (2022. január 1.).

## Földrajz
Pleine-Selve Boisredon, Mirambeau, Saint-Bonnet-sur-Gironde és Saint-Palais községekkel határos.

## Adminisztráció
Polgármesterek:
- 2008–2014 Maurice Rossignol
- 2014–2020 Anne-Marie Vérit

## Demográfia
| Lakosok száma | 268  | 235  | 191  | 208  | 221  | 221  | 219  | 219  | 218  | 220  |
|               | 1968 | 1982 | 1990 | 2006 | 2013 | 2015 | 2017 | 2019 | 2020 | 2022 |